# Cyanolyca pulchra
La chara hermosa (Cyanolyca pulchra) es una especie de ave paseriforme de la familia Corvidae. Es propia de América, encontrándose en el suroeste de Colombia y el noroeste de Ecuador. No se reconocen subespecies.